# 宇和島郵便局
宇和島郵便局（うわじまゆうびんきょく）は、愛媛県宇和島市にある郵便局。民営化前の分類では集配普通郵便局であった。

## 概要
住所：〒798-8799 愛媛県宇和島市丸之内1-3-12

## 沿革
- 1872年8月4日（明治5年7月1日） - 宇和島郵便取扱所として開設[1]。
- 1873年（明治6年）4月1日 - 宇和島郵便役所となる。
- 1875年（明治8年）1月1日 - 宇和島郵便局（三等）となる。翌日より為替取扱を開始。
- 1879年（明治12年） - 貯金取扱を開始。
- 1962年（昭和37年）12月3日 - 宇和島市本町から、同市丸の内に局舎を新築、移転するとともに、電話通話および和文電報受付業務を開始[2]。
- 1978年（昭和53年）11月 - 局舎増築。
- 1991年（平成3年）10月1日 - 外国通貨の両替および旅行小切手の売買に関する業務取扱を開始。
- 2007年（平成19年）10月1日 - 民営化に伴い、併設された郵便事業宇和島支店に一部業務を移管。
- 2012年（平成24年）10月1日 - 日本郵便株式会社発足に伴い、郵便事業宇和島支店を宇和島郵便局に統合。
- 2015年（平成27年）2月23日 - 三浦郵便局、三間郵便局からそれぞれ「798-01xx」「798-11xx」区域の集配業務を移管。

## 取扱内容
- 郵便、印紙、ゆうパック、内容証明
- 貯金、為替、振替、振込、国際送金、外貨両替・トラベラーズチェック、国債、投資信託
- 生命保険、バイク自賠責保険、変額年金保険
- ゆうちょ銀行ATM（管轄はゆうちょ銀行松山支店）
- 宇和島市内のうち、〒798-00xx、798-01xx、798-11xx地域の集配業務
- ゆうゆう窓口

## 周辺
- 城山公園（宇和島城址）
- 宇和島市立南予文化会館
- 宇和島消防署

## アクセス
- JR予讃線 宇和島駅から徒歩約11分
- 宇和島バス 宇和島バスセンター下車すぐ
- 松山自動車道 西予宇和ICから南へ約19km
- 国道56号沿い
- 駐車場あり：5台